# Stipendienwesen in der Schweiz
In der Schweiz werden die staatlichen Förder- beziehungsweise Unterstützungsgelder für Ausbildung und Weiterbildung als Stipendien bezeichnet. Begrifflich existiert somit kein Unterschied zu Stipendien, welche von privaten Einrichtungen (Stiftung, Verein und anderen Förderorganisationen) vergeben werden.

## Staatliche Stipendienstellen
Jeder der 26 Schweizer Kantone verfügt über eine eigene Stipendienstelle. Gesuche stellen darf man nur in dem Kanton, in welchem man den stipendienrechtlichen Wohnsitz hat. Jeder Kanton legt selber fest, wie man den stipendienrechtlichen Wohnsitz erwerben kann. Jeder Kanton hat auch eigenständig festgelegt, welche Ausbildungen mit wie viel Stipendien unterstützt werden können. Bei Einreichung eines Gesuches prüft die verantwortliche Stipendienstelle des Gesuchstellers zunächst, ob die angestrebte Aus- oder Weiterbildung für ein Stipendium in Frage kommt. Falls ja, werden die Finanzen analysiert, um festzustellen, ob eine genügende Bedürftigkeit vorhanden ist. Einige Kantone vergeben auch zinslose Darlehen. Insgesamt werden jährlich zwischen 300 und 350 Millionen Franken an Stipendien und Darlehen von den öffentlichen Stipendienstellen gesprochen.

## Private Stipendiengeber
In der Schweiz existieren rund 13'000 gemeinnützige Stiftungen. Die meistgenannten Tätigkeitsbereiche dieser Stiftungen sind Bildung und Forschung, Soziales, Kultur und Freizeit. Im Bereich Bildung werden diese Gelder teilweise als Stipendien gesprochen. Gemäss der Schweizer Stipendienplattform  stipendien.ch waren es im Jahr 2012 750 Millionen Franken. Gemäss dem Schweizer Radio und Fernsehen SRF nehmen die Spenden weiter zu und erweitern die Bedeutung der privaten Förderung.